# Trainwesen der Österreichisch-Ungarischen Streitkräfte
Das Trainwesen der Österreichisch-Ungarischen Landstreitkräfte war für den Nachschub und die Versorgung der Truppe im Kriegsfalle zuständig.

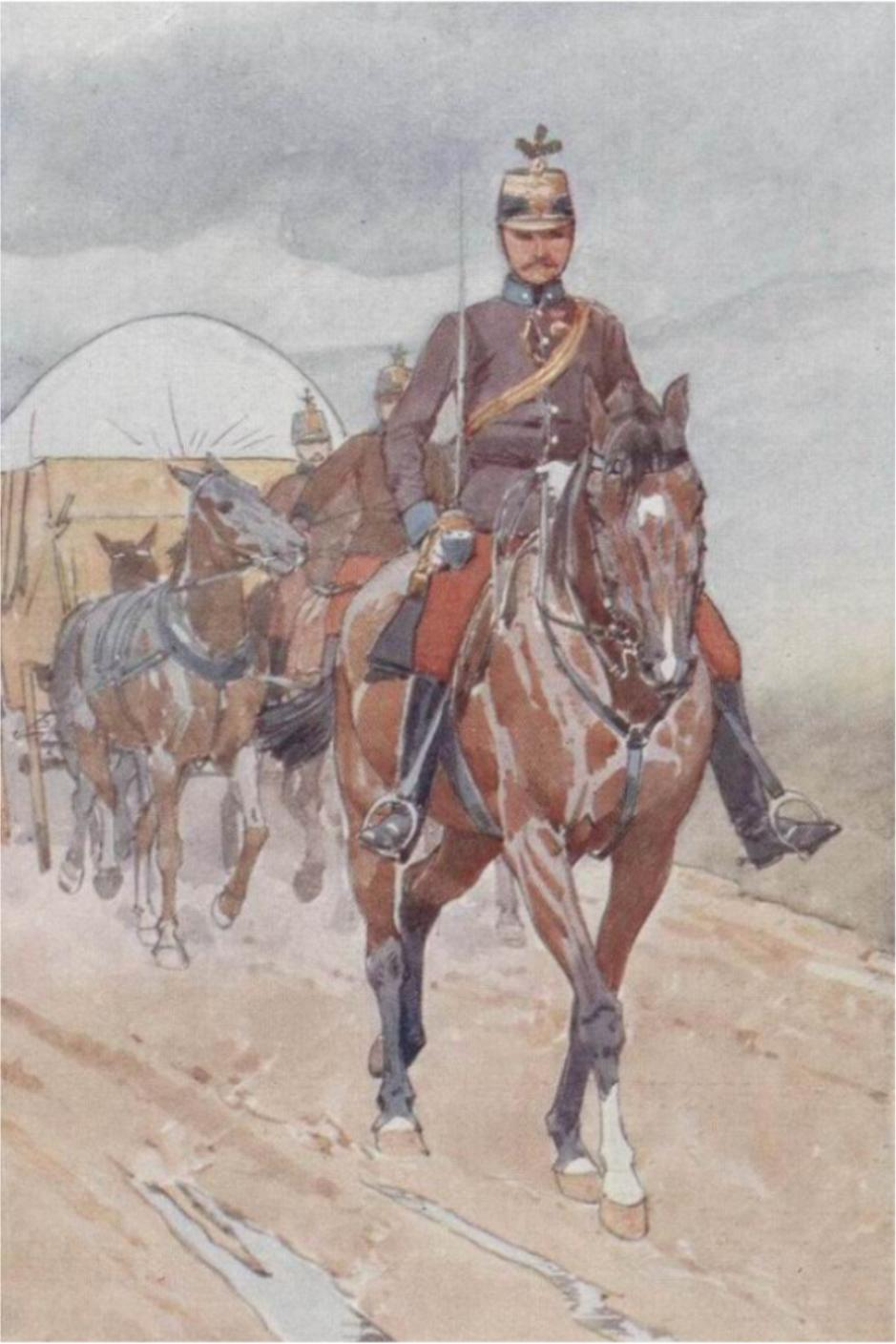
k.u.k. Trainleutnant vor 1908

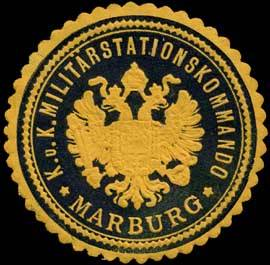
Siegelmarke K.u.K. Militärstationskommando Marburg

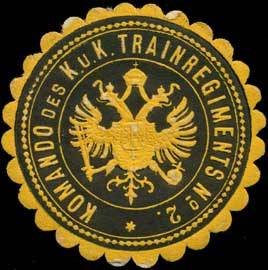
Siegelmarke Kommando des K.u.K. Trainregiments No. 2

(Alle Angaben beziehen sich auf August 1914. Für die Entwicklung des Trains und das „Militärfuhrwesen-Korps“ in Österreich im 19. Jahrhundert: siehe Hauptartikel → Train.)

## Beschreibung und Organisation
Die Traintruppe bestand im Frieden nur aus Kaderverbänden (ähnlich wie in Deutschland). Es wurde hauptsächlich an der Aus- und Weiterbildung des Stammtruppenpersonals gearbeitet sowie das vorhandene Material des Armeetrains gewartet und verwaltet.
Zum Train gehörten alle der Armee beigestellten Transportmittel, Fuhrwerke, Pferde, Tragtiere und das zugehörige Personal, womit der Train der kämpfenden Truppe alles zuzuführen hatte, was diese zur Aufrechterhaltung ihrer Schlagfertigkeit benötigte. (Munition, Bekleidung, Verpflegung, Sanitätsmaterial, Baumaterial usw.)
Die Traintruppe bestand aus drei Regimentern, welche sich im Frieden in je einen Regimentsstab und fünf (ein Regiment mit sechs) Traindivisionen (Bataillonen) gliederte. Die Traindivision war die eigentliche Einheit dieser Truppengattung und wurde selbstständig geführt.
Im Frieden bestand die Traindivision aus dem Stab, einer unterschiedlichen Anzahl von Traineskadronen und einem Ersatzdepotkader. Bei den Traindivisionen Nr. 6, 11, 12 und 14 war zusätzlich noch ein gekaderter Gebirgstrain eingestellt.
Ab 1914 wucherte das Trainwesen dermaßen aus, dass es den Rahmen sprengen würde, wollte man im Detail darüber berichten. Es führte dazu, dass ganze Trägerkolonnen aus russischen und serbischen Kriegsgefangenen die Versorgung in die hochalpinen Stellungen des italienischen Kriegsschauplatzes sicherstellen mussten.

## Bewaffnung
Den Kavalleriesäbel führten Offiziere, Kadetten, Wachtmeister, Rechnungsunteroffiziere, Kurschmiede und Einjährig-Freiwillige, Zugsführer, Korporale und Trompeter, die mit Reitpferden versehenen Traineskadronen, Trainbegleitungseskadronen und Traindetachements für die Feldbäckereien. (Zugsführer, Korporale und Trompeter der Gebirgseskadronen und des Gebirgsdivisiontrainparks waren hiervon ausgenommen.) Alle anderen trugen den Pioniersäbel.
Den Revolver trugen alle Unteroffiziere mit Ausnahme der Regimentsprofessionisten. Die Mannschaften führten den Karabiner (Wie überall, wurde das Trainwesen bei der Ausstattung mit Waffen benachteiligt. Lange wurde hier noch der Karabiner M 1873/77 geführt.)

## Adjustierung und Ausrüstung
Als Kopfbedeckung dienten den Mannschaften und Unteroffizieren der Tschako der Infanterie bzw. die rote Feldkappe der Dragoner. Offiziere trugen sowohl Tschako als auch Feldkappe nach dem Muster der Infanterie. Wie bei der Artillerie war der Waffenrock aus dunkelbraunem Tuch gefertigt. Knöpfe weiß und glatt, die Egalisierungsfarbe war lichtblau. Die Offiziere hatten auf dem Waffenrock eine goldene Anhängeschnur und eine gleiche Achselschlinge. Unteroffiziere trugen eine schwarzgelbe Wollschnur auf der Achsel. Die Waffenröcke der Mannschaften wiesen braune Schnüre auf. Beim Train hatte man nicht, wie bei der Kavallerie, die Mannschaftsbluse abgeschafft; sie bestand aus dunkelblauem Tuch und hatte hellblaue Parolis.
Als Mantel diente der braune Kavalleriemantel mit hellblauen Parolis. Die Hosen und Stiefel entsprachen denen der Dragoner. Außer Dienst war den Offizieren das Tragen von Salonhosen gestattet. Die Mannschaften trugen die Kavalleriefeldflasche und den Kavallerieleibriemen, an dem sich die Revolverpatronentasche für die Munition (Revolver oder Karabiner!) befand.
Trainoffiziere trugen die Offizierspatronentasche als Dienstabzeichen.

## Traininspektionskommandos
- Wien: Traininspizierender: Oberst Albrecht Walz (1./2./3. Traindiv.)
- Budapest: Traininspizierender: Oberst Johann Jordan (4./7./12. Traindiv.)
- Lemberg: Traininspizierender: Oberst Ludwig Kraus (6./10./11. Traindiv.)
- Agram: Traininspizierender: Oberst Anton Fettinger (5./13. Traindiv.)
- Innsbruck: Traininspizierender: Generalmajor Johann Formanek Edler von Waldringen (8./9./14. Traindiv.)
- Sarajevo: Traininspizierender: Generalmajor Maximilian Haller (15./16. Traindiv.)

## Die Trainzeugsanstalten
Zur Traintruppe gehörten noch die Anstalten des Trainzeugswesens, das Trainzeugsdepot in Klosterneuburg und die Trainzeugsfilialdepots in Budapest und Sarajewo. In den Anstalten wurde größtenteils das Trainmaterial für das Heer erzeugt. Außerdem wurden hier die Reservebestände für den Mobilmachungsfall gelagert.
Das Personal setzte sich aus Offizieren, Unteroffizieren (Meistern) und Soldaten sowie technischen Beamten und Werkmeistern zusammen.
Die technischen Beamten führten folgende Rangbezeichnungen: Oberwerkführer 1. oder 2. Klasse (Hauptmannsrang), Werkführer (Oberleutnantsrang), Werkführerassistent (Leutnantsrang). Sie zählten zu den Beamten ohne Portepee, trugen einen dunkelbraunen Waffenrock mit lichtblauer Egalisierung und glatten weißen Knöpfen, waren ansonsten ähnlich ausgestattet wie die Artilleriezeugsbeamten.
- Trainzeugsdepot Klosterneuburg

Kommandant: Oberst Otto Reimitzer Edler von Reimitztal
- Trainzeugsfilialdepot Budapest

Kommandant: Rittmeister Matthias Sonntag
- Trainzeugsfilialdepot Sarajevo

Kommandant: Major Anton Peterźilka

## Dislozierung

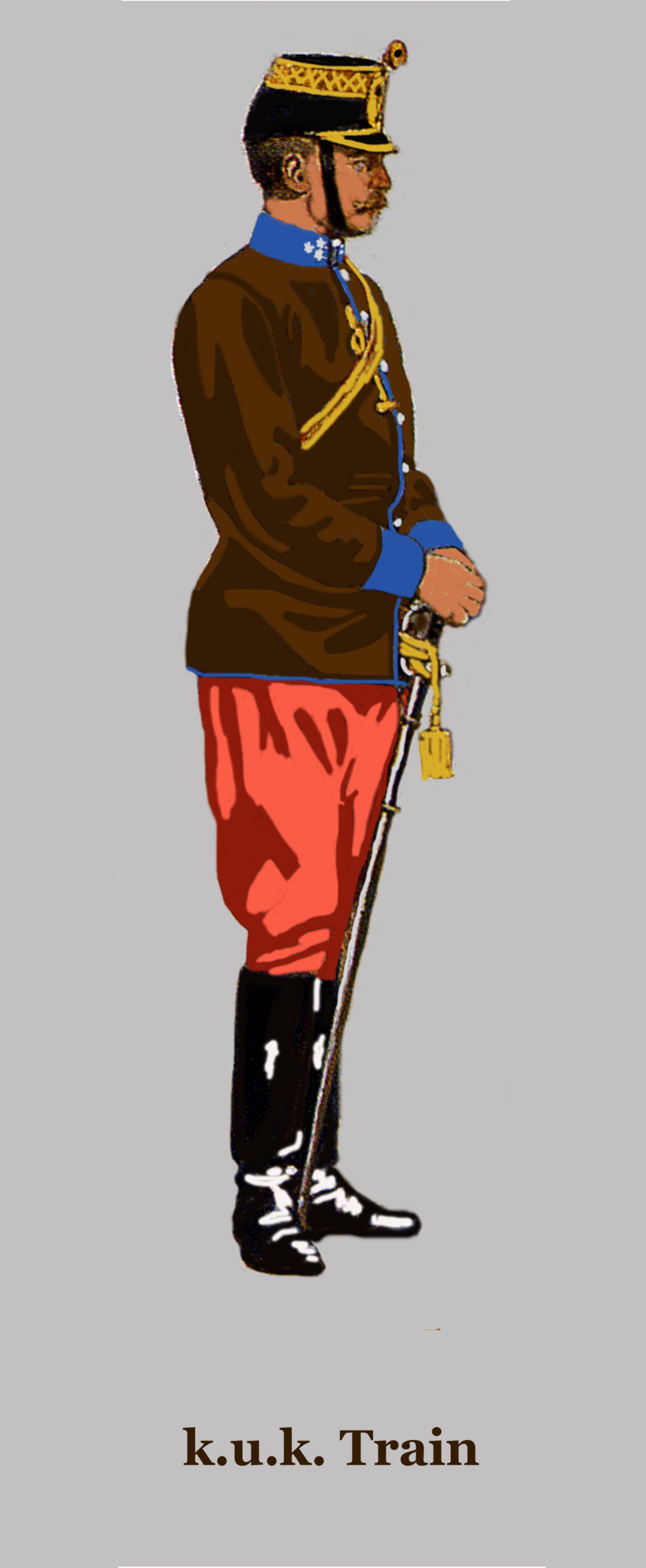
Hauptmann zur Parade (vor 1908)

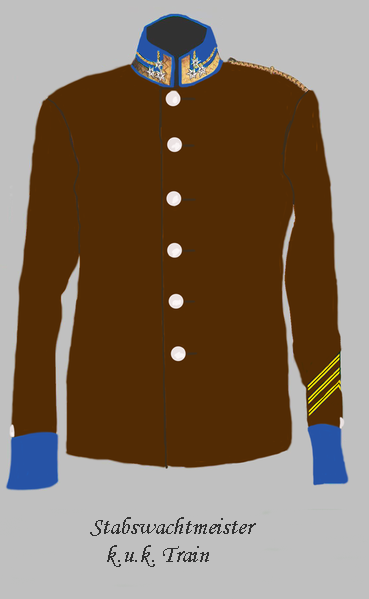
Stabswachtmeister der Traintruppe

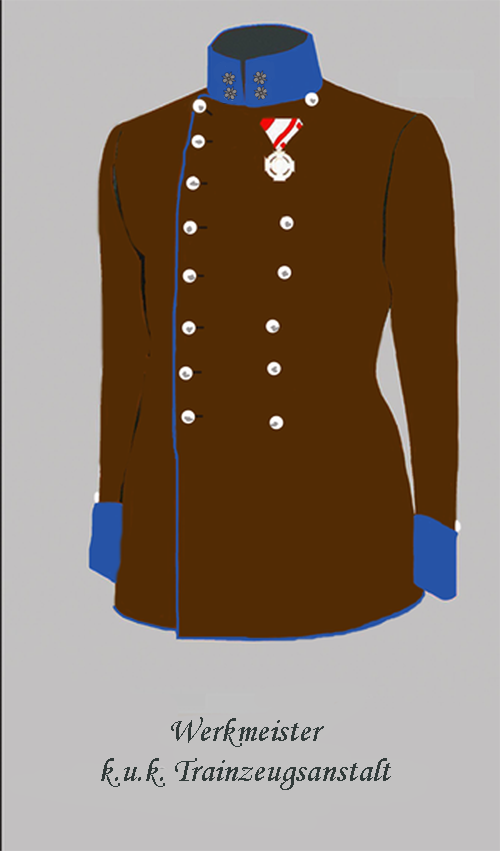
Uniformrock eines Werkmeisters der Trainzeugsanstalt

- Trainbataillon Nr. 1

Errichtet: 1910 – I. Korps
Ergänzungsbezirk: I. Korps
Garnison: Festung Krakau (Weichseldepotkaserne)
Kommandant: Major Theodor Indra
- Trainbataillon Nr. 2

Errichtet: 1910 – II. Korps
Ergänzungsbezirk: II. Korps
Garnison: Wien (Ruckergasse 62/Meidlinger Trainkaserne)
Kommandant: Major Ignaz Čermák
- Trainbataillon Nr. 3

Errichtet: 1910 – III. Korps
Ergänzungsbezirk: III. Korps
Garnison: Graz (Schönau)
Kommandant: Oberstleutnant Carl Zieritz
- Trainbataillon Nr. 4

Errichtet: 1910 – IV. Korps
Ergänzungsbezirk: IV. Korps
Garnison: Budapest VI. Bez. (Aréna-út 58/Trainkaserne) 47° 26′ 26″ N, 19° 11′ 21″ O
Kommandant: Major Franz Breitwieser
- Trainbataillon Nr. 5

Errichtet: 1910 – V. Korps
Ergänzungsbezirk: V. Korps
Garnison: Pozsony
Kommandant: Oberstleutnant Edmund Steindler
- Trainbataillon Nr. 6

Errichtet: 1910 – VI. Korps
Ergänzungsbezirk: VI. Korps
Garnison: Kaschau
Kommandant: Oberstleutnant Anton Holan
- Trainbataillon Nr. 7

Errichtet: 1910 – VII. Korps
Ergänzungsbezirk: VII. Korps
Garnison: Temesvár
Kommandant: Major Friedrich Stampf
- Trainbataillon Nr. 8

Errichtet: 1910 – VIII. Korps
Ergänzungsbezirk: VIII. Korps
Garnison: Prag II. Bez. (Pořič 3/Alte Josefskaserne)
Kommandant: Major Adolf Kohl
- Trainbataillon Nr. 9

Errichtet: 1910 – IX. Korps
Ergänzungsbezirk: IX. Korps
Garnison: Festung Josephstadt
Kommandant: Major Viktor Gröger
- Trainbataillon Nr. 10

Errichtet: 1910 – X. Korps
Ergänzungsbezirk: X. Korps
Garnison: Festung Przemysl
Kommandant: Oberstleutnant Alois Bauer
- Trainbataillon Nr. 11

Errichtet: 1910 – XI. Korps
Ergänzungsbezirk: XI. Korps
Garnison: Lemberg (Arciszewskiego ulica/Trainkaserne)
Kommandant: Major Anton Havelka
- Trainbataillon Nr. 12

Errichtet: 1910 – XII. Korps
Ergänzungsbezirk: XII. Korps
Garnison: Nagyszeben
Kommandant: Major Ferdinand Gross
- Trainbataillon Nr. 13

Errichtet: 1910 – XIII. Korps
Ergänzungsbezirk: XIII. Korps
Garnison: Agram
Kommandant: Major Ferdinand Dits
- Trainbataillon Nr. 14

Errichtet: 1910 – XIV. Korps
Ergänzungsbezirk: XIV. Korps
Garnison: Innsbruck (Viaduktstrasse) 3 Eskadronen in Linz
Kommandant: Major Franz Patzak
- Trainbataillon Nr. 15

Errichtet: 1910 – XV. Korps
Ergänzungsbezirk: XIII. und XV. Korps
Garnison: Sarajevo (Defensionslager) 43° 51′ 24″ N, 18° 23′ 42″ O
Kommandant: Major Alois Andrich
- Trainbataillon Nr. 16

Errichtet: 1910 – XVI. Korps
Ergänzungsbezirk: III. Korps
Garnison: Mostar
Kommandant: Major Wilhelm Watznauer
- siehe auch:K.u.k. Militär-Seilbahnen